# مهدي يوسف (لاعب)
مهدي يوسف (مواليد 8 فبراير 1990) لاعب كرة قدم بحريني يلعب حاليا لصالح نادي الدرجة الأولى البحرين البحريني في مركز الوسط المحوري من 2008.

## الإنجازات
- الدرجة الثانية (1): 2016